# Alta via

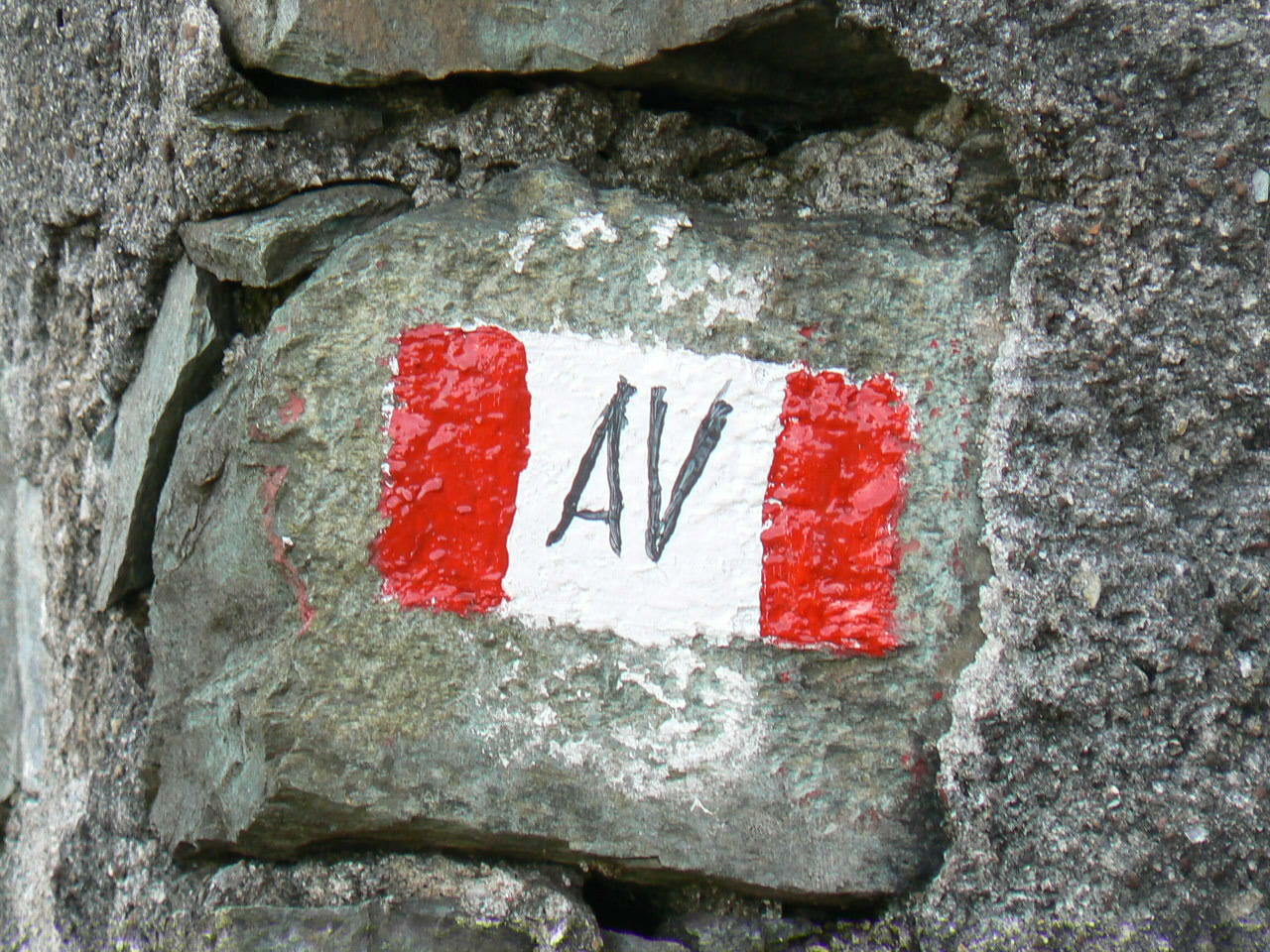
Segnavia di un'alta via

Il termine alta via identifica un percorso escursionistico solitamente percorribile in più giorni (in genere da 3/4 a 10) e suddivisibile in più tappe che fanno capo a rifugi e/o bivacchi.
Comprende generalmente sentieri o parti di sentiero che nel loro insieme hanno una valenza storica, geografica, o culturale.
In taluni casi un'alta via viene creata dalle pro loco di una certa zona allo scopo di promuovere il turismo escursionistico in una zona interessante, ma poco sfruttata. Solitamente quando il percorso escursionistico supera la durata di una giornata, allora si parla di trekking, che può essere tradotto in "fare un lungo viaggio".

## Elenco delle alte vie
- Alpi Occidentali
  - Grande Traversata delle Alpi - GTA
  - Alpi Liguri
    - Alta Via dei Monti Liguri - AVML  (interessa anche l'Appennino ligure)

  - Alpi Cozie
    - Giro di Viso - tour intorno al Monviso

  - Alpi Graie
    - Giro del Monte Bianco - tour intorno al massiccio del Monte Bianco
    - Tour della Bessanese - tour intorno all'Uia di Bessanese

  - Alpi Pennine
    - Alta via della Valle d'Aosta n. 1 e Alta via della Valle d'Aosta n. 2 - da Courmayeur a Donnas
    - Alta Via Tullio Vidoni - AVTV, tour intorno al Corno Bianco
    - Haute Route - da Chamonix a Zermatt (interessa anche le Alpi Graie)
    - Tour des Combins[1] - tour intorno al Grand Combin
    - Tour del Monte Rosa - tour intorno al massiccio del Monte Rosa
    - Tour del Cervino - tour intorno al Cervino

  - Alpi Lepontine
    - Via alta della Verzasca - lungo la valle Verzasca
- Alpi Orientali
  - Alpi Retiche occidentali
    - Alta via della Valmalenco
    - Sentiero Roma - tra Valtellina, val Bregaglia e val Chiavenna

  - Alpi Retiche orientali
    - Alta Via Meranese - a nord di Merano nel gruppo Tessa (Alpi Venoste)

  - Alpi dei Tauri occidentali
    - Alta via di Fundres - da Vipiteno a Falzes

  - Alpi Retiche meridionali
    - Alta via dell'Adamello - Sentiero n. 1 sul versante sinistro dell'alta val Camonica, nel gruppo dell'Adamello
    - Alta via camuna - Sentiero n. 2 sul versante destro dell'alta Val Camonica

  - Alpi e Prealpi Bergamasche
    - Sentiero delle Orobie tra l'alta val Brembana e l'alta val Seriana
    - Sentiero naturalistico Antonio Curò tra l'alta val Seriana e la val di Scalve
    - Gran Via delle Orobie nelle Orobie valtellinesi
    - Sentiero 4 luglio nelle Orobie bresciane

  - Dolomiti e Prealpi Venete
    - Alta via n. 1 - la Classica (dal lago di Braies a Belluno)
    - Alta via n. 2 - delle Leggende (da Bressanone a Feltre)
    - Alta via n. 3 - dei Camosci (da Villabassa a Longarone)
    - Alta via n. 4 - di Grohmann (da San Candido a Pieve di Cadore)
    - Alta via n. 5 - di Tiziano (da Sesto a Pieve di Cadore)
    - Alta via n. 6 - dei Silenzi (dalle Sorgenti del Piave a Vittorio Veneto)
    - Alta via n. 7 - di Patera (da Ponte nelle Alpi a Tambre)
    - Alta via n. 8 - degli Eroi (da Feltre a Bassano del Grappa)
    - Alta via n. 9 - la trasversale (da Bolzano a Santo Stefano di Cadore)
    - Alta via n. 10 - delle Giudicarie (da Bolzano al lago di Garda)
    - Alta via n. 11 o Alta via degli Altipiani - traversata dell'Altopiano di Asiago
    - Alta Via Dolomiti Bellunesi - Traversata del Parco Nazionale Dolomiti Bellunesi (da Forno di Zoldo a Feltre)
    - Sentiero attrezzato Günther Messner - nelle Odle di Eores
    - Alta via Tilman (da Falcade ad Asiago)
    - Alta via del Granito - nelle Dolomiti Meridionali di Fiemme
    - Translagorai - nelle Dolomiti Meridionali di Fiemme
    - Alta via del tabacco - attorno al Canale di Brenta
    - Alta via Trevigiana
    - Alta via della grande guerra

  - Alpi Carniche e della Gail
    - Alta via Carnica - nelle Alpi Carniche

- Prealpi Giulie
  - Alta Via Resiana

- Appennini
  - Alta Via dei Monti Liguri (interessa anche le Alpi Liguri)
  - Grande Escursione Appenninica
  - Alta Via dei Parchi - tra l'Emilia-Romagna, la Toscana e le Marche